# Canta U Populu Corsu
Canta U Populu Corsu est un groupe de musique corse engagé en faveur du nationalisme corse,.

## Histoire
Le groupe est fondé en 1973. Son nom signifie littéralement « Le peuple corse chante » (ou selon l'un de ses plus anciens membres, Cècè (François) Buteau, « Voici ce que chante le peuple corse »). Les chansons sont à l'origine des reprises des chants traditionnels (paghjelle, lamenti) car leur premier but était qu'elles restent un témoignage de ce que chantaient les anciens dans les villages. Très vite sont venues des créations du groupe, parfois à fort caractère politique, témoignant de son engagement régionaliste, puis nationaliste notamment dans les années 1970 et 1980. Jean-Paul Poletti, Petru Guelfucci et Minicale qui sont les membres fondateur du groupe ont participé au succès du groupe avant de démissionner en 1981 pour des désaccords politiques et pour les deux premiers entamer, une carrière en solo. Les frères Bernardini d'I Muvrini ont participé également à l'aventure.
Canta U Populu Corsu est le groupe précurseurs du renouveau du chant en langue corse. En 1981, le groupe crée des écoles de chants partout dans l'île et forme les jeunes à la pratique du chant polyphonique mais surtout à la pratique de la langue corse à travers le chant. 
En 2001, Canta U Populu Corsu, dans l'album Rinvivisce, rend hommage à Lounès Matoub, chanteur algérien de musique kabyle, engagé dans la revendication berbère assassiné en 1998.
En 2003, le leader du groupe Natale Luciani, un des fondateurs du groupe, dont il était le représentant le plus emblématique et par ailleurs militant culturel et politique, décède. Depuis, Canta U Populu Corsu continue son combat pour la promotion de la langue et de la culture corse et n'hésite pas à se produire hors de l'île. Le groupe s'est ainsi produit pour la diaspora corse dans d'autres villes de France comme à Paris (au Bataclan en 2005, 2007, 2008 et 2011, à l'Olympia 2006 et 2009, La Cigale en 2010, le Trianon en 2014), Marseille, Lyon, Aix-en-Provence, Chomérac ou au Pays basque mais aussi en Suisse, en Italie et en Irlande.